# Siletz
Siletz, Izumrlo i najjužnije pleme američkih Indijanaca porodice Salishan koje je obitavalo uz rijeku Siletz u Oregonu. Njihovi najbliži srodnici su Tillamook Indijanci, čiji su možda ogranak. O njihovom brojnom stanju nije gotovo ništa poznato osim što je populacija raznih Tillamook-plemena iznosila oko 1.500 (1780), što je procjena skromnog Mooneya, i čiji je broj 1930. spao na svega 72 duše.
Siletzi, su prema NAHDB-u 1700. imali možda oko stotinu duša, a isti broj se navodi i za 1800.-tu godinu. Godine 1855. oni vjerojatno sudjeluju u Ratovima Rogue River, nakon čega 1856. odlaskom u rezervat Siletz (Coast Reservation), gube svoj identitet. Na rezervat su dopremljeni i ostaci 24 razna nadvladana plemena, danas organizirana u plemenski savez Confederated Tribes of Siletz Indians, među kojima možda imaju potomaka, to su, viz: Alsea, Chasta Costa, Chetco, Chinook, Kus, Siuslaw, Shasta, Umpqua, Macanotin, Joshua, Coquille, Tututni, Molala, Tillamook, Rogue River, Dakubetede, Kwatami (Sixes), Galice Creek, Salmon River, Kalapuya, Naltunnetunne, Yaquina, Yuki i Klickitat. 

## Vanjske poveznice
- Siletz  Arhivirana inačica izvorne stranice od 9. svibnja 2008. (Wayback Machine)
- Siletz Indians